# Benedenwindse Eilanden (Frans-Polynesië)
De Benedenwindse Eilanden (Frans: Îles Sous-le-Vent) zijn de westelijke eilandengroep van de Genootschapseilanden van Frans-Polynesië. De archipel omvat een bestuurlijke eenheid (subdivision administrative) van Frans-Polynesië en omvat Huahine, Raiatea (grootste eiland van de groep), Tahaa, Bora Bora, Maupiti, Tupai, Manuae, Maupihaa en Motu One.
De eilanden worden mogelijk al vanaf de 3e eeuw door Austronesiërs bewoond. De eerste Europese bezoeker van de archipel was James Cook op 12 april 1769. De eilandengroep kwam onder Frans protectoraat in 1843, en werd een Franse kolonie in 1880.
De eilanden zijn bergachtig en bestaan vanwege de vulkanische oorsprong uit de gesteentes trachiet, doleriet en basalt.
Op de eilanden komen broodbomen, schroefpalmen en kokospalmen voor. De weinige aanwezige fauna bestaat uit wilde zwijnen, ratten en kleine hagedissen. In de beekjes op de eilanden leeft wat zoetwatervis, maar in de koraalriffen rond de eilanden vindt men een grote verscheidenheid aan tropische zoutwatervissen. Op de eilanden wordt kopra, suiker, rum, parelmoer en vanille geproduceerd. Toerisme is een zeer belangrijk onderdeel van de economie.
Bestuurlijk vormen de Benedenwindse Eilanden een van de vijf bestuurlijke gebieden van Frans-Polynesië. Geografisch is het een van de zes electorale districten van Frans-Polynesië.
Genootschapseilanden (Bovenwindse Eilanden · Benedenwindse Eilanden) · Tuamotu-Gambier (Gambiereilanden · Tuamotu) · Australeilanden · Marquesaseilanden
Bovenwindse Eilanden:
Maiao ·
Mehetia ·
Moorea ·
Tahiti ·
Tetiaroa
Benedenwindse Eilanden:
Bora Bora ·
Huahine ·
Manuae ·
Maupihaa ·
Maupiti ·
Motu One ·
Raiatea ·
Tahaa ·
Tupai